# إدوين رايلي
إدوين رايلي (21 مارس 1867 في المملكة المتحدة - 4 مايو 1936) (بالإنجليزية: Edwin Riley)‏ هو لاعب كريكت بريطاني (وحمل سابقاً جنسية المملكة المتحدة لبريطانيا العظمى وأيرلندا). لعب مع نادي مقاطعة ليسترشاير للكريكت ‏.

## وصلات خارجية
- إدوين رايلي على موقع إي آس بي آن كريك إنفو (الإنجليزية)